# 吉田健正
吉田 健正（よしだ けんせい、1941年-）は、日本の国際ジャーナリスト。沖縄県糸満市出身。

## 経歴・人物
ミズーリ大学卒業後、同大学院にてジャーナリズムを専攻。
沖縄タイムス、AP通信社東京支局、ニューズウィーク日本版記者、在日カナダ大使館勤務。1989年より、桜美林大学国際学部教授。
2005年、『カナダはなぜイラク戦争に参戦しなかったのか』によりカナダ首相出版賞受賞。

## 著書

### 単著
- 『カナダ20世紀の歩み』（1991年1月、彩流社）
- 『国連平和維持活動 ミドルパワー・カナダの国際貢献』（1994年9月、彩流社）
- 『沖縄戦米兵は何を見たか 50年後の証言』（1996年8月、彩流社）
- 『大学生と大学院生のためのレポート・論文の書き方』（1997年5月、ナカニシヤ出版）
- 『戦争はペテンだ バトラー将軍にみる沖縄と日米地位協定』（2005年4月、七つ森書館）
- 『カナダはなぜイラク戦争に参戦しなかったのか』（2005年7月、高文研）
- 『「軍事植民地」沖縄 日本本土との〈温度差〉の正体』（2007年6月、高文研）
- 『沖縄の海兵隊はグアムへ行く 米軍のグアム統合計画』（2010年2月、高文研）
- 『戦争依存症国家アメリカと日本』（2010年12月、高文研）

### 共著
- 『カナダ生活事典』（1991年1月、白馬出版）共著：竹本徹
- 『文章作法入門』（2004年2月、ナカニシヤ出版）共著：為田英一郎

### 翻訳
- ジョン・セイウェル『近代カナダの歩み』（1978年3月、駐日カナダ大使館）
- ダン・コーツ『Business view 別冊　英語経済ニュースを聴く abc special 1』（1982年、グロビュー社）共訳：仲晃
- ダン・コーツ『Business view 別冊　アメリカ経済をつかむ 英語経済ニュースを聴く2』（1983年4月、グロビュー社）共訳：仲晃
- グレイ・アウル『カナダの森で ビーバーとインディアンの少女』（1986年12月、星の環会）
- ジョン・セイウェル『カナダの政治と憲法』（1987年10月、三省堂）
- ジョン・H・レデコップ編『カナダ社会科学叢書　カナダ政治入門 カナダ政治理解への多角的アプローチ』（1989年4月、御茶の水書房） 共訳：竹本徹
- J.L.グラナツティン、ジョン・セイウェル編『カナダ社会科学叢書　カナダの外交 その理念と政策』（1994年8月、御茶の水書房）
- アラン・ゴットリーブ『ワシントン村大使は走る 体験的対米交渉の教訓』(1995年12月、彩流社）